# Švapski rat
Švapski rat (njemački: Schwabenkrieg), poznat i kao Švicarski rat (njemački: Schweizerkrieg) u Njemačkoj te kao Engadinski rat (njemački:Engadiner Krieg) u Austriji bio je zadnji oružani sukob između Stare švicarske konfederacije i dinastije Habsburg. Ono što je počelo kao lokalni sukob oko nadzora Val Müstaira i  Umbrail Passa u  Graubündenu uskoro je izmaklo kontroli kad su sukobljene strane pozvale u pomoć svoje saveznike: Habsburzi su pozvali svoje saveznike iz Švapske lige a federacija tri lige se pridružila švicarskim trupama. Nasilje se ubrzo proširilo na dolinu Rajne  i Bodensko jezero te čak do Sundgaua u južnom Elzasu.
Mnoge bitke su se vodile od siječnja do srpnja 1499. Nakon pobjeda u burgundskim ratovima Švicarci su imali dobro uvježbanu vojsku. Na švapskoj strani je pak, vladalo nepovjerenje među vitezovima i njihovim pješačkim postrojbama, neslaganje među vojnim vođama te općenito nesklonost za borbu kao i uvjerenje švapskih grofova da rat više koristi Habsburzima nego samom carstvu. To se pokazalo pogubnim za njihovu stranu. Nakon pogibije glavnog carskog zapovjednika u bitci kod Dornacha gdje su Švicarci uvjerljivo pobijedili, car Maksimilijan nije imao izbora nego  22. rujna 1499. potpisati mir u Baselu. Iako je Švicarska službeno ostala dio Svetog rimskog carstva do Vestfalskog mira iz 1648., ovaj ugovor ju je isključio iz nadležnosti cara i carskih poreznika i stoga ju de facto priznao kao zaseban politički entitet.

## Pozadina
Jedan od uzroka ovog sukoba bilo je drevno nepovjerenje i neprijateljstvo između Stare Švicarske Konfederacije i dinastije Habsburgovaca, koju su postali carevi Svetog Rimskog Carstva od 1438. Od kraja 13. stoljeća, članovi Stare švicarske konfederacije postupno su preuzimali kontrolu nad područjima koja su nekoć pripadala Habsburgovcima. Švicarska je postigla status carske neposrednosti. Oni su bili reichsfrei tj. podložni samo caru. Ovaj status dodjeljuje im dalekosežnu autonomiju unutar Svetog Rimskog Carstva, tim više kad je car stolovao u daljini. Prije 1438. carstvo i car su bili protuteža Habsburškima vojvodama i na strani Švicarske. Prethodni carevi su u više navrata podržavali konfederaciju u borbi protiv Habsburgovaca, u kojim su vidjeli jaka suparnika. Potvrdili su carske slobode (Reichsfreiheit)   Švicarske u nekoliko navrata, a Švicarci su uspjeli u obrani svojih povlaštenih statusa u odnosu na Habsburgovce, koji su pokušavali vratiti svoja bivša područja .

### Habsburgovci u carstvu u 15. stoljeću
Kada se Fridrik III. Habsburški uspeo na prijestolje, Švicarci su bili iznenada suočeni s novom situacijom u kojoj se više nije moglo računati na podršku Carstva. Što je još gore, sukobi s habsburškim knezovima prijetili su da će postati sukobi sa samim Carstvom. Pod Fridrikovom vladavinom, to se ipak nije dogodilo. Fridrik je stao 1442. protiv Konfederacije u Starom züriškom ratu, gdje je podupirao grad Zürich, i on je također odbijao potvrditi carsku neposrednost članova Konfederacije. No Fridrikova vladavina nije ostavljala prostora za vojne operacije protiv Švicarske. U Austriji je Fridrik bio u sukobu prvom sa svojim bratom Albertom, a zatim se suočio s pritiskom Matije Korvina, koji ga je čak otjerao iz Beča i prisilio Fridrikov dvor da preuzme putujući stil života.
Unutar carstva, Fridrik se suočio s protivljenjem bavarske dinastije Wittelsbach i svog rođaka Žigmunda, koji je bio tada knez Tirola, Vorarlberga, i daljnje Austrije. Žigmund je također bio u sukobu sa Starom Švicarskom konfederacijom. Kad mu je papa Pio II u sukobu na imenovanje biskupa u Tirolu zabranio pristup, Švicarci su pripojili bivši habsburški teritorij Thurgau. Godine 1468. Žigmund se sukobio sa Švicarskom u ratu za Waldshut, koji je mogao završiti bez značajnih teritorijalnih gubitaka samo uz plaćanje velike otkupnine, što je financirao zalaganjem teritorija u Sundgau i Elzasa Karlu Ćelavoma, kraju Burgundije godine 1469.  Karlo nije, međutim, pomogao Žigmundu protiv Švicarske, i tako je Žigmund kupio natrag područja u 1474. i zaključio mir s Konfederacijom, tzv. Ewige Richtung, iako ga car nikada nije priznao. U nadolazećim burgundskim ratovima, Švicarska i Žigmund su se skupa borili protiv Karla Ćelavog.
Žigmund je 1487. uredio brak Fridrikove kćeri Kunigunde s knezom Albertom IV. bavarskim protiv volje njezina oca, te je otpisao neke od svojih teritorija u Tirolu i daljnjoj Austriji Albertu IV. Fridrih je intervenirao silom: osnovao je 1488.  švapsku ligu, savez švapskih gradova, švapskih vitezova iz Saveza štita sv. Jurja i grofova Württemberga, Tirola i Vorarlberga. Uz njihovu pomoć, on je prisilio Wittelsbachovce na povrat područja koje je otpisao Žigmund.
Godine 1490., Žigmund je bio prisiljen abdicirati i predati sve svoje teritorije Fridrikovom sinu Maksimilijanu I. Maksimilijan je oženio Mariju Burgundsku, a nakon smrti Karla Ćelavog u Burgundskim ratovima time je naslijedio burgundska područja: Vojvodstvo i grofoviju Burgundiju te Nizozemsku. On je preuzeo i proširio burgundsku upravu s centraliziranijim stilom vladanja, zbog kojeg su 1482. izbile pobune u gradovima i grofovijama, povezanih s Karlom VIII., kraljem Francuske, protiv Maksimilijana. Vojvodstvo Burgundija je bilo također francuski feud i Karlo VIII. je odmah potražio svoje pravo na nju.  Prva faza ovog sukoba će trajati sve do 1489. i držati Maksimijana zauzetog u Nizozemskoj. On je čak 1488. pao u ruke svojih neprijatelja i bio zatočen za četiri mjeseca u Brugesu. Oslobođen je bio tek kad je njegov otac poslao vojsku pod zapovjedništvom vojvode Alberta od Saske za njegov spas. Maksimilijan se naknadno vratio u Njemačku, ostavljajući bratića Alberta za svog predstavnika. Albert je u narednim godinama, uspio potvrditi habsburšku hegemoniju u Nizozemskoj.
Maksimilijan je bio izabran za kralja Rimljana  1486. na očevu inicijativu, te su oni zajedno od tada vladali. Nakon Fridrikove smrti 1493. Maksimilijan je preuzeo očeve posjede i tako ujedinio cijeli habsburški teritorij u svojim rukama. Iste godine, mir iz Senlisa je ujedno bio i kraj njegovih ratova protiv Francuza oko burgundskih posjeda, zadržao je teritorije u Nizozemskoj i grofoviju Burgundiju, ali je morao ustupiti Vojvodstvo Burgundiju francuskom kralju.   Maksimilijan je time nadzirao skoro sva područja koja su okruživala Staru Švicarsku Konfederaciju: Tirol i Vorarlberg na istoku, daljnju Austriju na sjeveru, te grofoviju Burgundiju na zapadu.

### Švapska i Švicarska
Zahtjev cara Fridrika da se pridruže švapskom savezu, Eidgenossen je glatko odbio: nisu vidjeli razlog za pridruženje savezu dizajniranom za daljnje habsburške interese, i bili su oprezni zbog ovog novog, relativno usko povezanog i moćnog saveza nastalog na njihovim sjevernim granicama. Nadalje, problem im je bio jaki aristokratski element u švapskoj ligi, bitno drukčijoj od njihove organizacije, koja je narasla u posljednjih dvjesto godina oslobađajući se od upravo takve aristokratske vladavine.
Na švapskoj strani, postojali su slični odnosi. Za obične ljude u Švapskoj, neovisnost i sloboda Eidgenossena bili je snažan i privlačan uzor. Mnogi baruni u južnoj Švapskoj su se bojali da će se na vlastitim posjedima suočiti s pobunama i zahtjevima za pridruženje Švicarskoj Konfederaciji. Ovi strahovi nisu bili sasvim neosnovani: Švicarska je počela oblikovati saveze sjeverno od Rajne, zaključivši prvi ugovor s Schaffhausenom 1454., a zatim i ugovore s gradovima kao daleko kao Rottweil (1463.) ili Mulhouse (1466).
Grad Konstanz i njegov biskup bili uhvaćeni u sredini između ova dva bloka: držali su posjede u Švapskoj, ali grad i ima pravne veze s Thurgauom u Švicarskoj. Osnivanje švapskog saveza potaknulo je švicarske gradove Zürich i Bern da predlože ulazak Konstanza u Konfederaciju. Pregovori su propali zbog otpora kantona osnivača konfederacije, posebno kantona Uri. Podjela nadležnosti nad Thurgauom bila je uzrok mnogih svađa između Grada i Konfederacije. Godine 1495, jedno takvo neslaganje je uzrokovalo kaznenu ekspedicije vojnika kantona Uri te je grad morao platiti iznos od 3.000 guldena kako bi se povukli i prestali pljačkanje. (Thurgau je bio kondominium i Švicarske konfederacije, kanton Uri je bio jedan od uključenih u upravu.) Konačno, Konstanz se pridružio švapskoj ligi kao punopravni član 3. studenoga 1498. Iako to još nije definitivno odredilo položaj grada-tijekom Švicarske reformacije će opet biti u savezu s Bernom i Zürichom, a tek nakon poraza Schmalkaldenskog saveza 1548. bliske veze s Eidgenossenschaft će biti konačno prekinute-to je bio još jedan čimbenik koji je pridonosio rastu razilaženje između Švicarske i Švaba.
Suparništvo između švicarskih (Reisläufer) i švapskih plaćenika (Landsknechte), koji se borili u vojskama diljem Europe, ponekad suprotstavljeni jedni drugima na bojnom polju, ponekad se natječući za ugovore, se ovim pojačala. Suvremena kronika slaže se u njihom izvješćima da su Švicarci, koji su smatrani najboljim vojnicima u Europi u vrijeme nakon pobjede u burgundskim ratova, bili predmetom mnogih ismijavanja i zlouporaba od strane Landsknechte,  koji su ih nazvali "Kuhschweizer" i bivali ismijavani i na druge načine. Takve uvrede nisu ni davane ni primane olako, i često su dovodile do krvoprolića. Tako su npr. Švabe 
rabili izraz Schwyzer kao pogrdan naziv za stanovnike Stare švicarske konfederacije koji su svoj teritorij nazivali Eidgenossenschaft. Naknadno, Švicarci su taj naziv usvojili i počeli koristiti s ponosom.

### Reforma carstva
Maksmilijan I. se,  kao i drugi careva Svetog Rimskog Carstva prije i poslije njega, morao suočiti se s drugim moćnim knezovima u carstvu i na taj način nastojao osigurati svoj položaj i monarhiju proširujući centralizaciju.  Na Reichstagu u Wormsu 1495, bio je u tomu djelomično uspješan, ali je morao napraviti ustupke u korist knezova. Carska reforma proglasila je  vječni javni mir(Ewiger Landfriede) kako bi stala kraj feudalnoj anarhiji i barunima razbojnicima te definirala novu stajaću carsku vojsku za uspostavu mira, za koji bi svaki carski posjed (Reichsstand)  morao slati vojnike. Također je uveden Reichspfennig, novi šef poreznika za financiranje ove vojske. Među ustupcima Maksimilijan je morao učiniti je bila institucija novog Vrhovnog suda, Reichskammergericht, tako odvajajući najviše sudske vlasti od cara. On je također morao pristati na formiranje vladinog vijeća knezova zvanog Reichsregiment To nikada ne će odigrati značajnu ulogu: sazvan je prvi put 1500., ali je raspušten od strane samog Maksimilijana dvije godine kasnije .
Švicarska nije prihvatila ove odluke Reichstaga, i izričito je odbijala plaćati zajednički porez. Oni nisu imali interes bilo u slanju vojnika u službu vojske pod habsburškom vlasti, niti u plaćanju poreza, niti su prihvaćali nadležnost bilo kojeg stranog suda; i oni su uspjeli u osiguravanju javnog reda i mira unutar svojih teritorija prilično dobro. Cijeli prijedlog su jednostavno smatrali smanjivanjem svojih sloboda. Švicarci nisu za sada bili jedini članovi carstva koji su odbijali prihvatiti odluke, ali će Maksimilijan koristiti njihovo odbijanje kasnije kao izgovor za stavljanje Stare švicarske konfederacije pod carsku zabranu (Reichsacht).

## Tijek rata
Otvoreni rat je izbio zbog teritorijalnih sporova u Graubündenu, gdje se tijekom 15. stoljeća razvila federacija slična Eidgenossenschaft. Kao i Švicarska, te tri lige su ostvarile dalekosežnu autonomiju, ali su bili uključene u stalnu borbu s Habsburgovcima, koji u vladali susjednim teritorijima na istoku i koji su pokušavali dovesti Graubünden pod svoj utjecaj. Tijekom 1470-tih i 1480-tih, knez Žigmund je uspio u stjecanju korak po korak pravosudnu nadležnost u većini općina u Zehngerichtebund ("Liga Deset nadležnosti" u Prättigau, najmlađi od Tri lige koje su iznikle u Graubündenu, ), a Maksimilijan je nastavio ovu ekspanzionističku strategiju. Habsburški pritisak natjerao je Tri lige potpisivanje bliskog vojnog saveza sa Starom švicarskom konfederacijom 1497-98. 
Istovremeno, Habsburgovci su bili uključeni u veliki borbu za vlast s francuskim kraljevima dinastije Valois oko kontrole ostataka kraljevstva Karlo Ćelavog, čiju je kći i nasljednicu Mariju Maksimilijan oženio. Maksimilijanov je drugi brak iz 1493 s Biancom Mariom Sforza iz Milana tada je uveo Habsburgovce u talijanske ratove, sukobljavajući se opet s francuskim kraljevima nad kontrolom Milanskog vojvodstva.
Kao izravnu vezu između Tirola i Milana, Graubünden je, a posebno Val Müstair,  postao strateški važan za Habsburgovce. Umbrail Pass u Val Müstair povezuje Vinschgau dolinu (Val Venosta) u južnom Tirolu s Valtellinom u sjevernoj Italiji. Nadalje, Habsburzi i biskup Chur su se svađali neko vrijeme u svezi sudskog prava nad regijom. 20. siječnja 1499, habsburške su postrojbe okupirale dolinu i opljačkale benediktinski samostan svetog Ivana u Müstairu, ali su ubrzo odbijene natrag od snaga tri lige, a primirje potpisan je već 2. veljače u Glurnsu (Glorenza), selu u gornjem Vinschgauu.
No, tri lige su već pozvale Švicarce upomoć i vojnici iz Urija su već stigli u Chur. Nakon što su obaviješteni o primirju, povukli su se, ali su sreli malu četu habsburških vojnika na put natrag kući. Kada su se oni upustili uobičajene uvrede na račun Švicaraca, potonji su prešli Rajnu i pobili podsmjehivače. U znak odmazde, habsburške trupe opljačkale su selo Maienfeld 7. veljače i pozvale švapsku ligu u pomoć. Samo pet dana kasnije, švicarski vojnici iz nekoliko grofoviija su se skupili i ponovno osvojili selo i krenuli prema Bodenskom jezeru, pljačkajući usput. 20. veljače su ponovno susreli habsburšku vojsku, koju su porazili u bitci kod Harda na obali Bodenskog jezera u blizini ušća Rajne, a otprilike u isto vrijeme, drugi švicarski vojnici napali Hegau područje između Schaffhausena i Konstanza. Na oba lokaliteta, Švicarci su se povukli nakon nekoliko dana.
U međuvremenu, švapska liga je završila svoje novačenje, i poduzela napad na Dornach 22. ožujka, ali je pretrpjela poraz protiv brojčano inferiornih švicarskih vojnika u bitci kod Bruderholza iste večeri. Početkom travnja, obje strane su iznenadile jedni druge duž teritorija Rajne; Švicarci su osvojili sela Hallau i Neunkirch u Klettgau zapadno od Schaffhausena.Veći napad švapski lige održan je 11. travnja 1499: švapske postrojbe su okupirale i opljačkale neka sela na južnoj obali Bodenskog jezera, južno od Konstanza. Ekspedicija je završila sramotnim porazom i otvorrenim bijegom kada su švicarski vojnici, čiji je glavni logor biosamo nekoliko milja južno u Schwaderloha,  stigli i sreli Švabe u bitci kod Schwaderloha. Švabe su izgubiili više od 1.000 vojnika, 130 iz samo grada Konstanza, a Švicarci su zarobili njihovu tešku opremu, uključujući topništvo. 
Opet, Švicarci su upali u Klettgau i Hegau i opljačkali nekoliko manjih utvrđenih gradova kao što su švapski Tiengen ili Stühlingen prije ponovnog povlačenja. Cijeli rat je bio obilježen s mnogo takvih manjih napada i pljačkaških ekspedicija obiju strana između nekoliko većih bitaka. Na istočnom bojištu, novi habsburški napad na dolinu Rajne izazvali su protunapad od Eidgenossen, koji su ostali pobjednici u borbi za Frastanz kod Feldkircha 20. travnja 1499.
Zbog nastavka poraza i habsburške i švapske vojske,  kralj Maksimilijan, koji je dosad bio zauzet u Nizozemskoj, je otputovao Konstanz i osobno preuzeo vodstvo operacije. On je proglasio carsku zabranu nad Švicarskom konfederacijom u pokušaju da dobije širu potporu za djelovanje među njemačkim knezovima objavom sukoba kao " carskog rata". Međutim, taj potez nije imao uspjeha. Maksimilijan tada odlučio da će se sljedeći odlučujući napad održati ponovo u Val Müstairu, jer on nije imao dovoljno vojske u blizini Konstanza. Izdvojeni pokušaj napada na zapadu početkom svibnja 1499 privukao je značajne švicarske snage tamo, koje su potom upala u Sundgau. 21. svibnja, švicarske trupe su poduzele treći napad u Hegau, ali su napustile operaciju rad tjedan dana kasnije nakon što je grad Stockach izdržao opsadu dovoljno dugo da se švapske postrojbe približe opasno blizu.
Istovremeno, Tri lige su napale habsburške trupe koje su bile utaborene opet u Glurnsu  22. svibnja 1499., prije nego što je Maksimilijan mogao stići s pojačanjima. Oni su zauzeli utvrdu i sreli austrijsku vojsku u bitci kod Calvena, a zatim opustošili Vinschgau. Maksimilijan i njegove trupe stigli su tjedan kasnije, 29. svibnja. Za osveti, njegove postrojbe su opljačkale dolinu Engadin, ali su se povukle brzo prije dolaska pojačanja iz Švicarske konfederacije .
Odbijanje vojnih vođa švapske lige za povlačenje vojnika sa sjevernog bojišta i njihovo slanje u Graubünden kako je Maksimilijan tražio natjeralo je kralja na povratak na Bodensko jezero. Razlike među Švabama, koji su htjeli radije udar na sjeveru, i kralja, koji se još uvijek nadao da će ih uvjeriti da mu pomogne pobijediti u borba u Val Müstairu, dovela je do stanke u neprijateljstvima. Postrojbe su se okupile u Konstanzu, ali do napada nije došlo. Do srpnja, ništa od značaja nije se dogodilo duž cijelog bojišta.
Do sredine srpnja, Maksimilijan i švapski vođe su se iznenada našli pod pritiskom vlastitih vojnika. Na zapadu, gdje je ležala vojska pod zapovjedništvom grofa Heinricha von Furstenberga, veliki kontingent plaćenika iz Flandrije i mnogi vitezovi prijetili su napuštanjem bojišta jer nisu primili plaće. Švapski pješaci su se također žalili: većina njih su bili seljaci i radije su htjeli otići doma u berbu. Maksimilijan je bio prisiljen djelovati.
Napad preko Bodenskog jezera na Rheineck i Rorschach 21. srpnja bio je jedan od rijetkih uspješnih švapskih operacija. Mali švicarski odred je bio iznenađen, sela opljačkana i zapaljena.Puno veći napad vojske od oko 16.000 vojnika na zapadu na Dornach, međutim, susreo se brzo skupljenom, ali jakom švicarskom vojskom. U borbi za Dornach 22. srpnja 1499, švapske i plaćeničke postrojbe su pretrpjele težak poraz nakon duge i teške bitke. Njihov general Heinrich von Furstenberg pao je početkom borbe, oko 3.000 švapskih i 500 švicarskih vojnika je poginulo, a Švabe su opet izgubili svu svoje topništvo.
Jedna od posljednjih okršaja u tom ratu održan je 25. srpnja. Švapska vojska je ušla iz Hegaua u Schaffhausenu, ali je naletila na žestoku obranu u Thayngenu. Iako su male snage branitelja konačno prevladale, a selo bilo opljačkano, branitelji su nanijeli teške gubitke, a napad je zadržan dovoljno dugo do dolaska švicarskog pojačanja i slanja vojnika iz Schaffhausena. Nesporazum između švapskih vitezova i pješaka je uzrokovao je švapsko povlačenje, a zatim je sumrak spriječio veću bitku.

## Mirovni pregovori
Rani pokušaj posredovanja u ožujku 1499. nije uspio zbog međusobnog nepovjerenja između strana. No, nakon bitke kod Dornacha, švapska liga bila je umorna od rata i izgubila sve povjerenje u kraljeve sposobnosti kao vojnog vođe, pa je odbila Maksimilijanov zahtjev za okupljanjem dodatnih vojnih snaga. Švapska i habsburška vojska su pretrpile daleko veće ljudske gubitke od švicarske, a također su bili slabi po pitanju topništva, nakon što su nekoliko puta uzastopce gubili svoju opremu po Švicarskoj. Švicarci također nisu imali interesa za daljnje produljenje rata, ali su odbili prvi mirovni prijedlog koji je Maksimilijan predstavio u Schaffhausenu u kolovozu 1499. 
Međutim, događaji u talijanskim ratovima pripomogli su kraju švapskog rata. Francuski kralj Luj XII. pokušao je dovesti Vojvodstvo Milan pod svoju kontrolu. Kako se švapski rat nastavljao, milanski vladar Ludovico il Moro, čija se nećakinja Bianca Sforza godine 1493. udala za Maksimilijana, nije mogao očekivati pomoć bilo od švicarskih plaćenika, bilo od Maksimilijana, te je njegov izaslanik Galeazzo Visconti pokušao posredovati između Švicarske i kralja. Francusko izaslanstvo na Tagsatzungu, saveznoj ustanovi i ratnom vijeću Švicarske, pokušalo je spriječiti sporazum iz istog razloga. Milansko izaslanstvo je prevladalo u tim spletkama i uspjelo uvjeriti obje strane na umjerene zahtjeve. Konačno, mirovni sporazum između Maksimilijana i Švicaraca potpisan je u Baselu  22. rujna 1499.
Ugovor je pažljivo umanjivao važnost čitavog rata sa  "Imperijalnog rata" kakvim ga je Maksimilijan pokušao učiniti proglašavajući zabranu nad Konfederacijom na ono što je zapravo bio: rat između dvije jednake članice carstva (Reichsstände), tj.  Habsburgovaca i Stare Švicarske Konfederacije. U dokumentu Maksimilijan je oslovljen samo kao "vojvoda Habsburgovaca", a ne kao "kralj Nijemaca" niti "car Svetog Rimskog Carstva".
S mirom u Baselu, odnosi između Stare švicarske konfederacije i carstva su se vratili u prijašnji status que ante prije  Reichstaga u Wormsu iz 1495. Carske zabrana je diskretno povučena. Maksimilijan je morao prihvatiti odbijanje kantona i napustiti implicitno habsburška potraživanja na njihov teritorij, priznajući time njihovu neovisnost.  Naknadno je deset članova švicarske konfederacije ostalo izuzeto od nadležnosti Reichskammergericht. Rat nije izazvao bilo kakve teritorijalne promjene, osim u području oko Schaffhausena, gdje je grad uspio dokazati svoju hegemoniju nad nekim mjestima koja su prije pripadala biskupu od Konstanza.
U Graubündenu, situacija se također vratila na prijeratno stanje. Habsburgovci su mogli zadržati svoja prava preko osam općina u Zehngerichtebund, ali su morali prihvatiti ligin savez s još dvije lige i Starom švicarskom konfederacijom. U konačnici, zbog ovog aranžmana će Habsburgovci izgubiti Prättigau  kojeg će predati Trima liga, s izuzetkom privremene ponovne okupacije tijekom Tridesetogodišnjeg rata oko 130 godina kasnije.

## Daljnje posljedice
Basel je ostao zagonetno neutralan tijekom cijelog rata. Iako je u savezu s nekim kantonima Stare Švicarske konfederacije, on je također imao jake gospodarske veze u Elzasu i područjima uz Rajnu. No ratna zbivanja su ojačala pro-konfederacijsku stranku u gradskom vijeću, a Švicarska je prepoznala strateški položaj grada kao mosta na Rajni (kao i Schaffhausena).  9. lipnja 1501, izaslanstvo iz Basela i predstavnici švicarskih kantona potpisali su ugovor o savezu, strateški položaj koji je gradsko vijeća Basela ratificiralo 13. srpnja 1501. 
Schaffhausen se borio zajedno s Eidgenossen tijekom švapskom rata, pa je time i njihovo prihvaćanje u Konfederaciju bilo puka formalnost. Schaffhausen je bio slobodan carski grad od 1415. i pridruženi član Konfederacije od 1454 kroz 25-godišnji ugovor koji je obnovljen u 1479.  10. kolovoza 1501.  postao je dvanaesti član Konfederacije.

## Napomene
1. ↑  Kuhschweizer doslovno znači švicarski kravar, no Švabe su ovim imenom aludirali na sodomiju s kravama